# Carolina de Robertis
Carolina De Robertis (Inglaterra, 1975) es una autora uruguaya-estadounidense y profesora de escritura creativa en la Universidad Estatal de San Francisco. Es autora de cinco novelas y editora de una antología premiada, Radical Hope (2017), que incluye ensayos de escritores como Junot Díaz y Jane Smiley. También es bien conocida por su trabajo traduccional, traduciendo frecuentemente piezas en español.

## Primeros años
Carolina De Robertis es hija de dos padres uruguayos. Nació en Inglaterra y se trasladaron durante toda su infancia, siguiendo la carrera científica de su padre, Edward De Robertis. De Robertis se trasladó posteriormente a Basilea (Suiza), hasta asentarse finalmente en Los Ángeles, California. A los 19 años, De Robertis se declaró bisexual, lo que ha descrito como el comienzo del proceso de repudio de sus padres, que se completó cuando ella tenía 25 años. Al describir su relación con sus padres, dijo: "De hecho, se mantuvieron firmes y trataron de poner a mis hermanos en contra de mi primer hijo cuando yo estaba embarazada del primero. Utilizó ese ejemplo para decir que no es cierto que todo el mundo acepta".
Trabajó como consejera de violación y fue muy activa en la comunidad LGBTQ+ del Área de la Bahía durante diez años cuando tenía 20 años.
De Robertis recibió una licenciatura en literatura inglesa de la Universidad de California en Los Ángeles en 1996. También recibió una Maestría en Bellas Artes en escritura creativa de Mills College en 2007.

## Carrera
De Robertis publicó su primer libro, La montaña invisible, en 2009. La novela fue un éxito de ventas internacional y se tradujo a 17 idiomas, incluidos italiano, español, alemán, holandés, francés, hebreo y chino. Ganó el premio al mejor libro por San Francisco Chronicle, O, The Oprah Magazine y Booklist. También fue finalista del Premio del Libro de California, del Premio Internacional del Libro Latino y del Premio al Primer Libro VCU Cabell.
La novela de De Robertis de 2019, Cantoras, está ambientada en el Uruguay de los años 70. Sus cinco protagonistas son todas lesbianas. El libro fue seleccionado como Elección de los Editores del New York Times. También ganó un Stonewall Book Award, y un Reading Women Award, además de ser finalista del Kirkus Prize y del Lambda Literary Award. En 2021 se publicó su novela El presidente y la rana. El personaje del presidente en el libro está fuertemente influenciado por José Mujica, expresidente de Uruguay. En un artículo en The Nation, Lily Meyer dijo que el libro "pide a sus lectores que piensen seriamente sobre el peso de emprender acciones políticas y luego sugiere que las realicen".
En 2022, De Robertis se convirtió en la 41º ganadora del Premio Dos Passos, otorgado anualmente a una autora estadounidense que "experimenta con la forma, explora una variedad de voces y merece más reconocimiento".

## Vida personal
De Robertis vive con sus dos hijos en Oakland, California. Se identifican como queer y genderqueer. Al describir su sexualidad en el podcast LGBTQ&A, De Robertis dijo: "Cuantas más palabras, mejor. Así que soy dyke, soy lesbiana... Todo está bien".

## Obras

### Novelas
- La montaña invisible (2009)
- Perla (2012)
- Los dioses del tango (2015)
- Cantoras (2019)
- El presidente y la rana (2021)

### Traducción
- "Trans: Una historia de amor" de Gabriela Wiener (2007)
- Bonsái de Alejandro Zambra (2008)
- "Nunca fui a Blanes" de Diego Trelles Paz (2010)
- El caso Neruda de Roberto Ampuero (2012)
- "Tríptico" de Raquel Lubartowski (2017)

### Ensayos
- "42 secretos mal guardados sobre Montevideo" para The Indiana Review (2006)
- "Traduciendo un misterio de Pablo Neruda" para Publishers Weekly (2012)
- "Necesitamos al verdadero y racista Atticus Finch" para la reseña del libro San Francisco Chronicle (2015)
- "Por qué debemos escuchar a las mujeres" para Easy Bay Express (2017)

### Otro
- "The Askers" para Virginia Quarterly Review (2009)
- "Al borde de las palabras" para el 580 Split (2009)
- "Por Orlando" para el San Francisco Chronicle (2016)
- "La policía del tango" para la serie Technically Literate de CNET (2017)
- Esperanza radical (2017)

## Honores y premios
- 2022: Premio John Dos Passos[15]
- Excelente lectura de O, The Oprah Magazine (2009)[16]
- Premio Rhegium Julii (2010)
- 2012 Beca del Fondo Nacional de las Artes[17]
- San Francisco Chronicle, los mejores libros de 2015
- Premio del Libro Stonewall (2016)